# Senat von Kalifornien

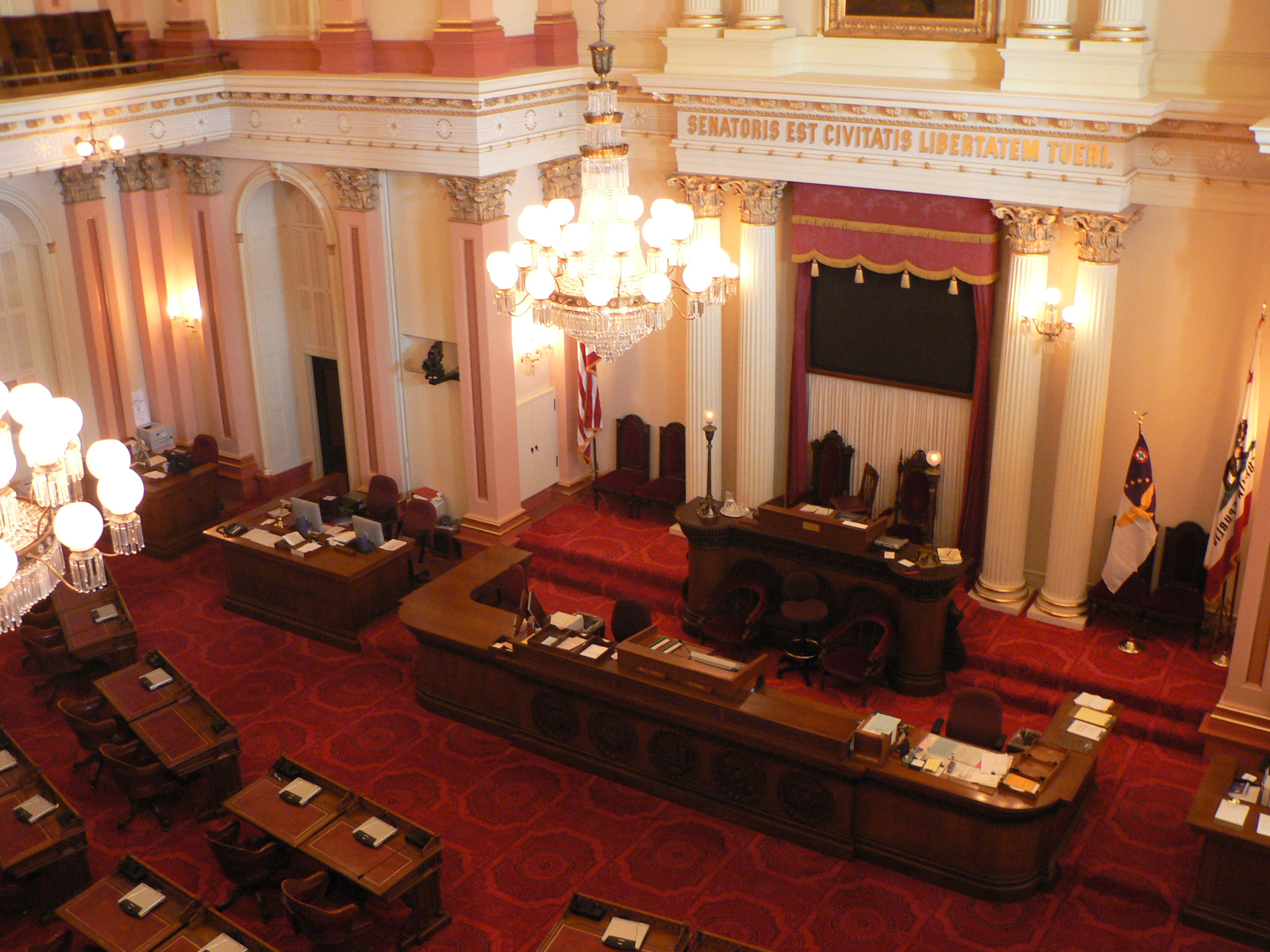
Sitzungssaal des Senats von Kalifornien

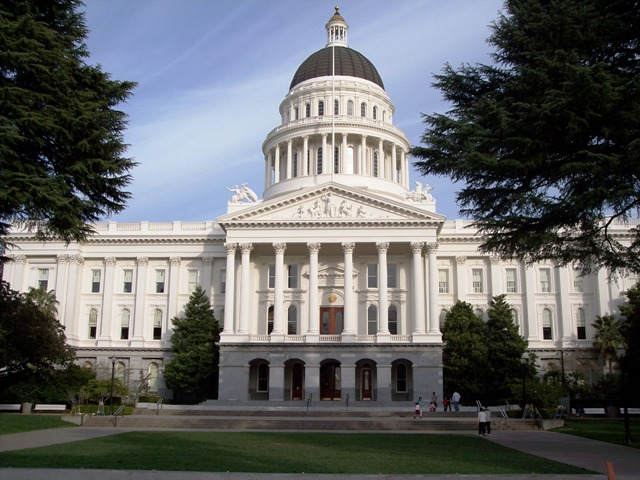
California State Capitol

Der Senat von Kalifornien (englisch California State Senate) ist das Oberhaus der California State Legislature, der Legislative des US-Bundesstaates Kalifornien.
Die Parlamentskammer setzt sich aus 40 Senatoren zusammen, die jeweils einen Wahldistrikt repräsentieren. Die Abgeordneten werden jeweils für vierjährige Amtszeiten gewählt. Jeder dieser festgelegten Wahldistrikte umfasst eine Zahl von durchschnittlich 931.349 Einwohnern, was deutlich mehr ist als die schätzungsweise 704.566 Einwohner in einem kalifornischen Kongressbezirk. Die Amtszeiten der Senatoren sind so gestaffelt, dass immer die Hälfte alle zwei Jahre neu gewählt wird. Die Senatoren aus den ungeraden Wahlbezirken werden in den Jahren, die durch vier teilbar sind, gewählt, wohingegen die Senatoren aus den geradzahligen Wahlbezirken in den dazwischenkommenden geradzahligen Jahren gewählt werden. Die Amtszeit der Senatoren ist auf zwei Amtszeiten beschränkt.
Der Sitzungssaal befindet sich gemeinsam mit der State Assembly im California State Capitol in der Hauptstadt Sacramento.

## Aufgaben des Senats
Wie in den Oberhäusern anderer Bundesstaaten und Territorien sowie im US-Senat fallen dem Senat von Kalifornien im Vergleich zum Repräsentantenhaus spezielle Aufgaben zu, die über die Gesetzgebung hinausgehen. So obliegt es dem Senat, Nominierungen des Gouverneurs in dessen Kabinett, weitere Ämter der Exekutive sowie Kommissionen und Behörden zu bestätigen oder zurückzuweisen.

## Struktur der Kammer
Präsident des Senats ist der jeweils amtierende Vizegouverneur. An Abstimmungen nimmt er nur teil, um bei Pattsituationen eine Entscheidung herbeizuführen. In Abwesenheit des Vizegouverneurs steht der jeweilige Präsident pro tempore den Plenarsitzungen vor. Dieser wird von der Mehrheitsfraktion des Senats gewählt und später durch die Kammer bestätigt. Derzeitige Vizegouverneurin und Senatspräsidentin ist die Demokratin Eleni Kounalakis, Präsidentin pro tempore die Demokratin Toni Atkins aus dem 39. Wahlbezirk.
Zur Mehrheitsführerin (Majority leader) der Demokraten wurde Nancy Skinner, 9. Wahlbezirk, gewählt; Oppositionsführer (Minority leader) ist der Republikaner Scott Wilk aus dem 21. Wahlbezirk.

## Zusammensetzung der Kammer
| Partei   | Partei                 | Abgeordnete |
| -------- | ---------------------- | ----------- |
|          | Demokratische Partei   | 31          |
|          | Republikanische Partei | 9           |
| Summe    | Summe                  | 40          |
| Mehrheit | Mehrheit               | 21          |